# Joaquim I Nèstor de Brandenburg
Joaquim I Nèstor de Brandenburg (alemany: Joachim I. Nestor)  (Cölln, 21 de febrer de 1484 (Gregorià) - Stendal, 11 de juliol de 1535 (Gregorià)) fou un príncep elector del Marcgraviat de Brandenburg (1499-1535). Era el fill gran de l'elector Joan Ciceró de Brandenburg, i membre la Dinastia Hohenzollern. El seu segon nom prové del Rei Nestor de la mitologia grega.
Va tenir una acurada educació sota el bisbe de Lebus. Succeí al seu pare el 1449. Amb una guerra sense quarter i sagnant contra els cavallers saltejadors (Raubritter) abolí l'anomenat dret del més fort arreu del seu territori, per altra banda fomentà les activitats de la vida nacional, així com les ciències i les arts; el 1506 fundà la Universitat de Frankfurt de l'Oder; el 1516 el Tribunal Suprem de Justícia, i el 1527 promulgà la Constitució Joachimica, que és el Codi de successió i de família que restà vigent en les Marques fins als temps moderns.
El 1519 pretengué sense aconseguir-ho, la corona imperial. Adversari de la Reforma, procurà, en la Dieta de Worms el 1521, incitar a Luter a retractar-se, i a Augsburg el 1530 adoptà una actitud d'oberta hostilitat contra els prínceps evangèlics. La seva esposa, Elisabet de Dinamarca, que el 1528 abraçà el luteranisme, fugí a Saxònia, temorosa d'esser víctima de les seves ires.
En la mor de l'últim comte de Ruppin el 1524, ajuntà aquest comtat a la Marca central, i en el Tractat de Grimnitz de 1529 assolí el reconeixement del seu dret hereditari vers la Pomerània. El seu fill Joaquim II el succeí en el senyoriu de les Marques centrals.